# Ánir
Ánir (más néven Ánirnar, dánul: Åerne) település Feröer Borðoy nevű szigetén. Közigazgatásilag Klaksvík községhez tartozik.

## Földrajz

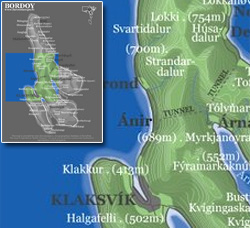
Ánir fekvése

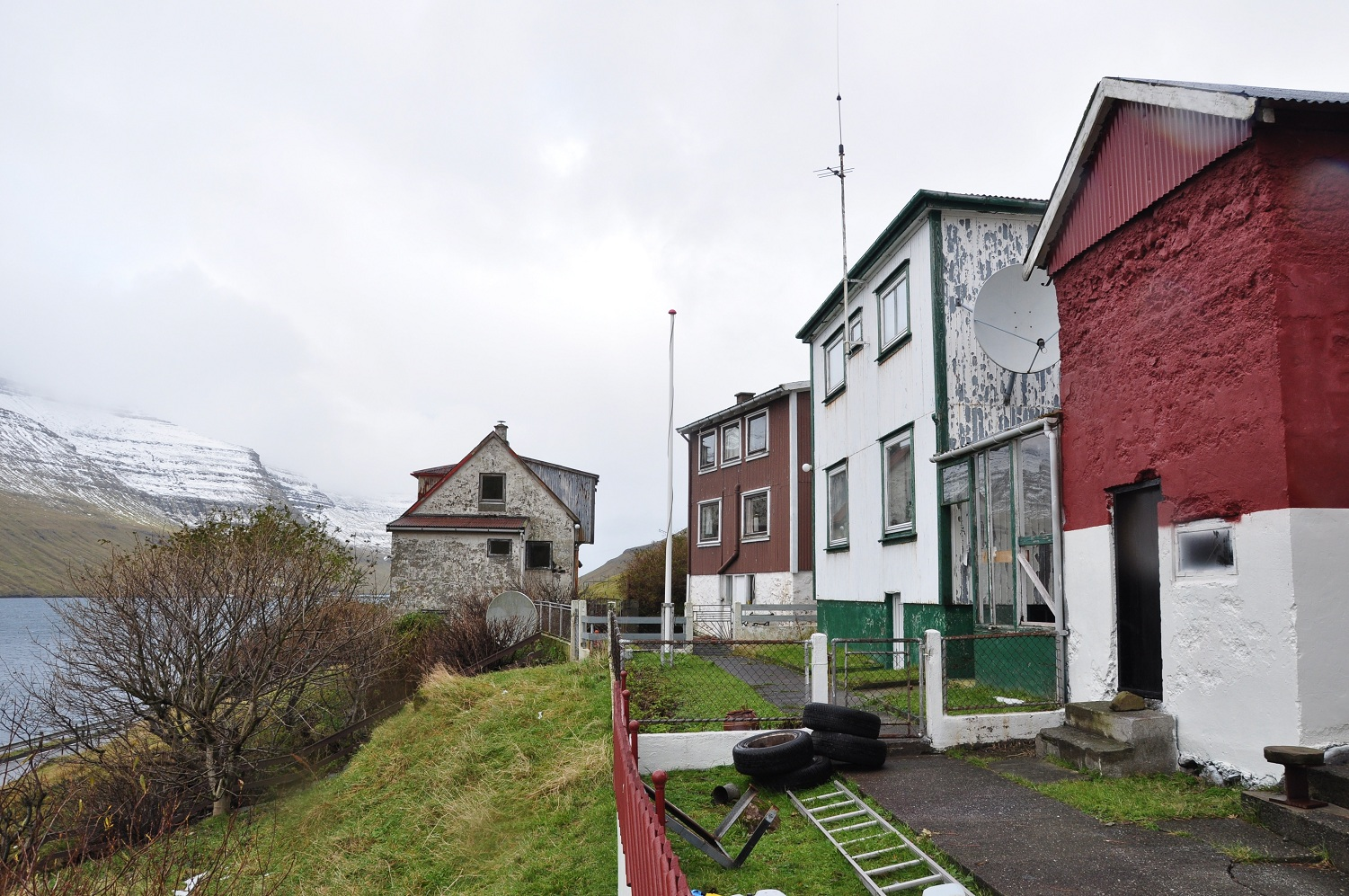
Ánir házai

A település a sziget nyugati partján, Klaksvíktól északra fekszik.

## Történelem
A falut 1840-ben alapították, amikor a növekvő népesség miatt újabb területek művelésbe vonása vált szükségessé.

## Népesség
| Év          | Lakosság |
| ----------- | -------- |
| 1986.01.01. | 14       |
| 1991.01.01. | 14       |
| 1996.01.01. | 8        |
| 2001.01.01. | 15       |
| 2006.01.01. | 17       |

## Közlekedés
Közúton dél felé Klaksvík, észak felé Strond érhető el. Keleti irányban 1965 óta az Árnafjarðartunnilin alagút köti össze Árnafjørðurral. A települést érinti az 504-es és az 500-as buszjárat.
A falunak van egy új, 2005-ben átadott kikötője, a Norðhavn, amely a klaksvíki kikötőt tehermentesíti, és kiszolgálja a teherszállítás és a halászat igényeit. Akár 200 méter hosszú, nagy merülésű hajók fogadására is alkalmas.